# Aeroporto de Arapoti
Luchthaven Arapoti is de luchthaven van de Braziliaanse stad Arapoti.
De luchthaven wordt niet bediend door lijnvluchten en wordt enkel gebruikt voor algemene luchtvaart.